# Priamo Bigiandi
Priamo Bigiandi (Cavriglia, 3 luglio 1900 – Arezzo, 21 agosto 1961) è stato un politico e partigiano italiano.

## Biografia
Nacque in un paese del Valdarno Superiore, in una famiglia contadina, dove frequentò la scuola elementare. Nel 1914 divenne minatore, e in questa veste aderì agli scioperi indetti per la riduzione delle ore di lavoro. Nel 1921 si iscrisse al neonato Partito Comunista d'Italia; nello stesso anno fu arrestato come partecipante ai moti rivoluzionari valdarnesi. Nel 1923 venne condannato a undici anni di reclusione, che scontò in varie carceri italiane, fino al 1927, anno in cui beneficiò dell'amnistia. Rientrato nella sua città natale, prese parte alla Resistenza e fu successivamente eletto nelle file del Partito Comunista Italiano alla Camera dei deputati, dal 1948 al 1958.